# Electroplankton
Vous lisez un « bon article » labellisé en 2008.
Electroplankton (エレクトロプランクトン) est un jeu vidéo de création de musique éphémère développé et édité par Nintendo, sorti à partir de 2005 sur Nintendo DS dans la gamme Touch! Generations. Il a été conçu par l'artiste Toshio Iwai. Le principe de ce jeu qui ne propose pas de but est d'interagir avec des « planktons », des créatures virtuelles diverses qui produisent de la musique lorsque le joueur interagit avec elles au moyen du stylet ou du micro.

## Système de jeu

### Concept et modes de jeu
Electroplankton propose au joueur le choix entre deux modes de jeu où il s'agit de manipuler dix espèces de « plankton » différentes pour composer de la musique de manière interactive. Un plankton est un animal virtuel émettant des sons variant suivant certaines actions faites par le joueur : parler, souffler, toucher au stylet.
Chaque espèce évolue dans un niveau propre et émet du son dans deux cas de figure lorsque le joueur interagit avec dans le mode « Création » ou de manière semi-autonome dans le mode « Concert » où le joueur peut intervenir s'il le souhaite dans une succession d'événements créés par le jeu. Ce dernier mode peut faire penser à un mode « Démo ».
Les planktons ressemblent à des formes de vie petites voire microscopiques, aquatiques, comme les artémias par exemple. Le jeu peut à la fois être considéré comme un jeu vidéo mais aussi comme un moyen de relaxation zen. Il peut donc s'apparenter sur ces points au jeu vidéo flOw.

### Description des planktons
Les « Tracy » sont six et ont tous une couleur différente correspondant chacune à une sonorité. Ils produisent des sons variant suivant les courbes sur lesquelles ils nagent que le joueur trace à l'écran. Il répète ce tracé lorsqu'ils sont arrivés en fin de course. Le joueur peut leur assigner un nouveau trajet. Ils produisent des sons de divers instruments à cordes frappées qui sont aigües lorsqu'ils nagent vers la gauche et graves lorsqu'ils nagent vers la droite de l'écran. Si le joueur trace la ligne rapidement, les jalons sur lesquels les Tracy résonnent seront espacés et produiront des mélodies à un rythme moins rapide. La mélodie sera au contraire rapide si le joueur trace les lignes lentement.
Les « Hanenbow » sont des planktons roses à queue jaune. Ils sont propulsés régulièrement hors de l'eau où ils vivent à partir d'une feuille dont le joueur peut modifier l'inclinaison. Ils peuvent rebondir contre les feuilles inclinables des plantes qui jalonnent leur niveau en produisant une mélodie de xylophone. Les mélodies créées sont plus complexes quand le joueur modifie l'inclinaison des diverses feuilles pour que les Hanenbow rebondissent longtemps sur celles-ci. Les feuilles rougissent en fonction de la fréquence à laquelle elles sont percutées. Cela modifie leur sonorité en conséquence. Lorsque le joueur parvient à rougir toutes leurs feuilles, une fleur éclot des plantes.
Les « Luminaria » évoluent sur les lignes d'un quadrillage dont chaque intersection est occupée par une flèche. Les quatre Luminaria présents dans le niveau commencent chacun dans un des coins de celui-ci. Ils démarrent lorsque le joueur les touche. Ils suivent alors les flèches sans s'interrompre. Les flèches peuvent être orientées dans huit directions différentes si bien qu'il est possible au joueur de créer des boucles de notes afin de créer des motifs plus ou moins rapides et répétitifs. Mais le joueur peut aussi les laisser évoluer sur tout le quadrillage sans former de boucles ou en cassant celles existantes. Le motif peut être rendu pseudo-aléatoire si le joueur maintient une flèche pressée pendant un certain temps. Elle tournera alors de manière autonome en aiguillant les Luminaria au hasard. Chaque Luminaria évolue selon une vitesse différente selon un rapport d'un demi entre chaque et correspond à un instrument à cordes frappées. Le rouge, le plus rapide, produit un thème de piano précipité faisant office de trame de fond. Le jaune est un vibraphone deux fois moins rapide et les deux derniers sont des boîtes à musique lentes mais qui se distinguent par leur son cristallin. La hauteur des sons créés dépend également de la position où se trouvent les Luminaria. En créant des trajectoires rectilignes ou des boucles, il est possible au joueur d'alterner crescendos et décrescendos ou de créer des motifs très variés.
Les « Sun-Animalcule » sont des planktons en forme de soleil qui, une fois semés sur l'écran par le joueur à l'aide du stylet, produisent des notes à intervalles réguliers en enflant jusqu’à disparaitre. Lorsque survient la nuit, ils sont remplacés par les « Falcato » en forme de lune. La mélodie dépend du nombre et de la nature des planktons que le joueur choisit de placer à l'écran. La hauteur du son produit par ces planktons dépend de l'endroit où ils sont placés. Le joueur peut les aligner, les regrouper, les déplacer ou les supprimer pour composer la mélodie qui lui convient.
Les « Rec-Rec » sont des planktons pisciformes qui balayent continuellement l'écran en répétant les sonorités que le joueur enregistre au moyen du micro sur un fond de boîte à rythmes. Il permet la composition de musique à boucles dont les échantillons sont enregistrés de manière interactive.
Les « Nanocarp » nagent de manière autonome sur l'écran en résonnant de manière sporadique lorsqu'il touche les bords de l'écran. Lorsque le joueur touche un point de l'écran, une onde circulaire s'y propage et cause la résonance en chaine de tous les Nanocarp à proximité. Il est possible au joueur de les placer dans des configurations régulières en émettant un signal sonore dans le micro. Plus de cinquante figures sont ainsi accessibles au joueur en claquant des mains, en soufflant ou en chantant une gamme près du micro. En appuyant sur la croix directionnelle, le joueur peut lancer une onde qui balayera tout l'écran. Selon la position des Nanocarp, les mélodies varieront fortement. C'est un Nanocarp qui est présent dans le logo de jeu.
Les « Lumiloop » sont des plankton en forme de disque et sont au nombre de cinq. Ils produisent des sons continus lorsque le joueur les fait tourner au moyen du stylet. Lorsqu'ils tournent simultanément, ils forment une gamme pentatonique, ce qui assure leur harmonie en toutes circonstances. Le son qu'ils produisent dépend de l'environnement produit par l'addition des autres harmoniques et de leur sens de rotation. Ce plankton se veut plus zen que ludique, le son qu'il produit pouvant être associé par exemple à des prières tibétaines ou à certaines chorales.
Les « Marine-Snow » sont des planktons, au nombre de trente-cinq, dispersés sur la surface de l'écran. Ils ne peuvent jouer que d'un seul instrument à la fois, ce qui oblige le joueur à réinitialiser l'écran à chaque fois qu'il désire changer d'instrument. Ils peuvent produire le son de quatre instruments différents : le piano, le xylophone, la boîte à musique et le carillon. La hauteur de leurs sons dépend de leur emplacement à l'écran. Un Marine-Snow touché au stylet intervertit sa place avec le précédent Marine-snow.
Les « Beatnes » sont cinq planktons composés d'une tête et d'une queue. Ils oscillent sur un fond musical provenant d'un jeu vidéo Nintendo Entertainment System : Super Mario Bros., Kid Icarus, R.O.B. ou Collection NES. Leur nom est d'ailleurs une agrégation du mot anglais beat et de la console NES. Le joueur peut ajouter des sons par-dessus le fond musical en frappant avec le stylet sur les segments de la queue des Beatnes. Ceux-ci correspondent à différentes gammes reprises des bruitages de jeux sur NES. En touchant la tête d'un Beatnes, c'est un bruitage caractéristique d'un jeu NES qui se produit (par exemple Mario attrapant une pièce d'or). Les sons produits par le joueur sont mis en mémoire et restitués quatre fois de suite, permettant ainsi au joueur de composer des mélodies à boucles éphémères.
Le « Volvoice », enfin, n'est pas un plankton permettant de créer de la musique mais un outil ludique qui permet d'enregistrer et de déformer les sons que le joueur lui fait avaler. Les paroles ou les sons enregistrés peuvent ainsi, suivant la forme du Volvoice, être rendus plus lent ou plus rapide, être distordus... Il peut éventuellement servir au joueur pour laisser un message à quelqu'un : le jeu se mettant en veille lorsqu'on rabat le couvercle de la console et répète les sons enregistrés au moment de son réveil.

## Développement

### Contexte

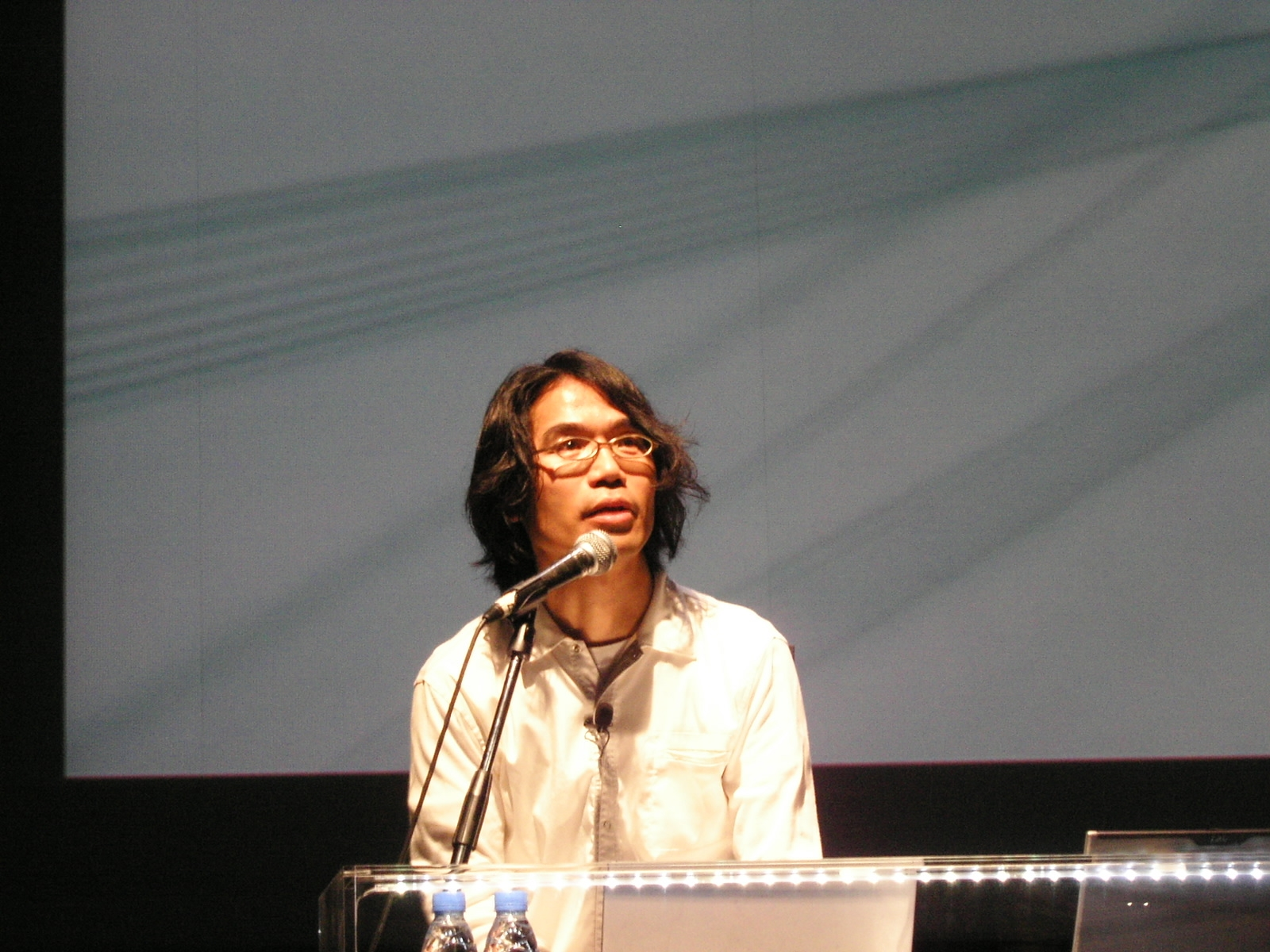
Le concepteur du jeu : Toshio Iwai

Toshio Iwai, avant de travailler sur ce jeu, était déjà considéré comme un artiste-média consacré (Grand prix dans la catégorie « art interactif » au festival Ars Electronica en 1997, médaille d'or à l'Interactive Media Design Review en 2000), exposé seul à Tokyo, Osaka, New York, Anvers, Karlsruhe, Esbo et Amsterdam et en collectif dans plusieurs pays parmi lesquels l'Australie, la France, le Canada, ainsi que dans le musée Ghibli à la suite de sa collaboration avec Hayao Miyazaki
En 1987, il avait collaboré avec Nintendo pour concevoir un shoot them up mêlant jeu et création musicale nommé Otocky. En 1994, il créa SimTunes, un jeu musical où le joueur compose sa musique en dessinant sur un quadrillage noir où se promènent des entités autonomes qui réagissent en émettant des sons en fonction des blocs traversés. En dehors du jeu vidéo, il a créé quelques œuvres dont quelques-unes préfigurent ce qui sera implanté dans le jeu. On peut voir notamment un prototype du Luminaria, du Lumiloop et du Nanocarp au Futuresonic de 1999.
Alors que la Nintendo DS n'est qu'à l'état de prototype, Satoru Iwata et Shigeru Miyamoto se rendent à l'une des expositions d'Iwai puis l'invitent à Kyoto, dans les bureaux de Nintendo afin de lui proposer de développer un jeu pour leur future console.

### Inspiration
L'idée du concept du jeu est venue à Toshio Iwai de ses expérimentations effectuées dans son enfance avec le microscope offert par son père. Il aurait alors été captivé par le monde microscopique qu'il découvrait. Il s'attachait alors à redessiner les créatures qu'il observait. Lors de la conception des principes du jeu, il réutilisa cette expérience de concevoir des créatures qui devaient se déplacer en émettant du son et de la lumière : les planktons.
Il créa le jeu à partir des quatre objets qu'il aimait le plus enfant : son microscope, son magnétophone, son synthétiseur et sa NES. Le traitement du sons dans Super Mario Bros. l'a beaucoup inspiré. Il programma seul les différents niveaux du jeu en s'inspirant parfois des concepts développés au Futuresonic de 1999.

### Réalisation
Lorsqu'il eut terminé, il demanda à Nintendo d'adapter le jeu sur la Nintendo DS. Le jeu n'a que très peu évolué entre les premières images livrées à l'E3 2005 et la version définitive.
Équipe de développement
- Réalisation, design et programmation : Toshio Iwai
- Producteur : Shigeru Miyamoto
- Programmation : Keiji Hara, Makoto Nakajima, Shinya Ebihara, Kazuyuki Miyata
- Son : Koichi Kyuma, Yichi Ozaki
- Graphismes : Eri Honma, Yasuhiro Nakamura, Giichiro Matsumoto
- Coordinateur : Masanobu Suzui
- Illustrations : Nanako Kinoshita, Kazuma Norisada
- Remerciements : Fujiko Nomura, Kenji Yamamoto, Hiroshi Sato, Yoshinori Tsuchiyama, Chikara Shibata, Takayoshi Matsui, indieszero, ALL Nintendo, Super Mario Club, Sakae Iwai, Roka Iwai

### Distribution
Après une campagne marketing orientée sur le concept du jeu, Electroplankton est sorti au Japon le 7 avril 2005. Le jeu y a connu un échec commercial retentissant. Il est pourtant présenté une nouvelle fois à l'E3 2005 en présence de son concepteur et du DJ David Hollands,. Une démo y était téléchargeable. Elektroplankton n'est plus alors prévu que pour être distribué en ligne aux États-Unis et y sort le 9 janvier 2006. La sortie européenne, quant à elle, connaît des retards puis a finalement lieu le 7 juillet 2006. Le jeu fait partie de la gamme Touch! Generations et malgré son démarrage poussif au Japon, en septembre 2006, ses ventes sont estimées à 20 000 exemplaires au Japon et 10 000 aux États-Unis,. Le 8 juillet 2009, Electroplankton est vendu à la découpe sur DSiWare (un atelier pour 200 Nintendo Points / 2 €).

## Réception critique
La critique du jeu a été correct en témoigne la moyenne obtenue de 76 % sur le site GameRankings. Le jeu y cumule plus de la moitié de notes supérieures à 80 %. Ce « jeu-concept » a donc globalement séduit,. Il est d'ailleurs à noter que certains critiques n'ont pas donné de note au jeu en raison du fait qu'il ne s'agit pas d'un jeu vidéo au sens classique du terme,.
Seules quelques critiques sont très mauvaises. On peut aussi constater que très peu de critiques sont excellentes. Si certains soulignent le caractère original et accessible du titre, ils en regrettent les limites : pas de structure, pas de sauvegarde, une durée de vie courte (malgré une bonne « rejouabilité »),,. Le design général du jeu est en adéquation avec son concept et peut donc être déroutant.

## Postérité
Si Electroplankton n'a pas été un succès commercial et critique transcendant, on peut dire qu'il a fait office de précurseur en termes de musique interactive tactile, un art en pleine expansion. D'autres softs musicaux ont été depuis développés sur supports tactiles : sur Nintendo DS (par exemple Jam Sessions : Ma guitare de poche ou Korg DS-10) et sur iPhone (par exemple iAno et Pocket Guitar). Un groupe, iBand, a diffusé sur Internet des morceaux composés avec le jeu et d'autres softs. Leur première vidéo, déposée sur YouTube, a été rediffusée sur de nombreuses chaînes de télévisions et a à son actif plus de 7,6 millions de connexions.
En termes d'univers, Electroplankton a été intégré dans la « mythologie » Nintendo par la reprise du niveau des Hanenbow pour une arène du jeu Super Smash Bros. Brawl. Ce niveau apparaît à nouveau dans l'épisode Super Smash Bros. Ultimate.
Depuis la sortie d'Electroplankton, de nombreux jeux utilisent la musique dynamique. On peut par exemple citer Halcyon (finaliste à l'Independent Games Festival 2011).